# Empis gulosa
Empis gulosa är en tvåvingeart som beskrevs av Daniel William Coquillett 1895. Empis gulosa ingår i släktet Empis och familjen dansflugor.
Artens utbredningsområde är Michigan. Inga underarter finns listade i Catalogue of Life.